# Котлярова, Ольга Ивановна
О́льга Ива́новна Котляро́ва (род. 12 апреля 1976, Свердловск) — российская бегунья, чемпионка мира и Европы, призёр Олимпийских игр.
В начале своей спортивной карьеры Ольга Котлярова в основном выступала на дистанции 400 м и выиграла бронзовую медаль в составе российской эстафеты на летних Олимпийских играх 2000 года в Сиднее. Стала чемпионкой мира в эстафете на чемпионате мира 1999 года в Севилье.
В 2005 году перешла на дистанцию 800 м, в которой стала победительницей на чемпионате Европы 2006 года.
Проходила спортивную подготовку у Виктора Гусаренко и Рифа Табабилова.
Изучала государственное и муниципальное управление в Уральской академии государственной службы, а также бухгалтерский учет и аудит в Уральском государственном экономическом университете.
Работала в администрации Екатеринбурга в информационно-аналитическом департаменте, затем перешла в министерство образования Свердловской области.